# アベニューM駅
アベニューM駅（英: Avenue M）はブルックリン区のアベニューMと東16丁目交差点西側に位置するニューヨーク市地下鉄BMTブライトン線の駅である。Q系統が終日停車する。

## 駅構造
| P ホーム階 | 相対式ホーム、右側ドアが開く | 相対式ホーム、右側ドアが開く                                                     |
| P ホーム階 | 北行緩行線                   | ← 96丁目駅行き（アベニューJ駅）                                                  |
| P ホーム階 | 北行急行線                   | ← 平日：通過                                                                     |
| P ホーム階 | 南行急行線                   | → 平日：通過 →                                                                   |
| P ホーム階 | 南行緩行線                   | → コニー・アイランド-スティルウェル・アベニュー駅行き（キングス・ハイウェイ駅）→ |
| P ホーム階 | 相対式ホーム、右側ドアが開く |                                                                                  |
| G          | 地上階                       | 出入口                                                                           |
| G          | 駅舎                         | 改札口、駅員詰所、メトロカード自動券売機                                         |

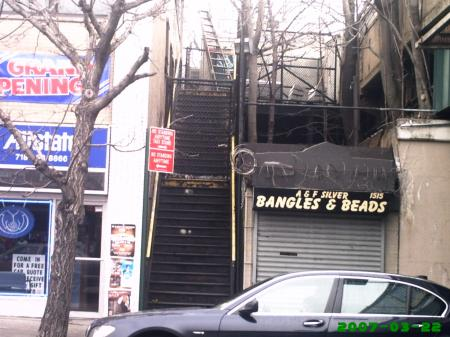
廃止された階段

駅はブルックリン・フラットブッシュ・アンド・コニー・アイランド鉄道によってサウス・グリーンフィールド駅として1878年に開業した。1908年にブルックリン・ラピッド・トランジットの駅となったが、その後エルム・アベニュー駅を経て現在の駅名に改称された。
相対式ホーム2面4線で、急行線にホームはない。平日に運転されるB系統はここを通過している。
2009年から2011年にかけて駅は改装工事を行い、2011年にはRita MacDonald制作のアートワークHare Apparentが設置された。

### 出口
レンガ造りの駅舎が線路下に設置され、アベニューMの南側に接続している。なお、アベニューM北側からはマンハッタン方面ホームに接続しているが、コニー・アイランド方面ホームには接続していない。

## 周辺施設
駅の西側にヴィタグラフ映画館の跡がある。
エドワード・R・ムロー高校が北東にある。